# 和义公主
和义公主，唐玄宗时宗室女，告城县令李参之女，唐朝和亲公主之一。
744年，被唐玄宗封为“和义公主”与宁远（大宛、拔汗那）国王阿悉烂达干和亲。